# Diócesis de Valdivia
La diócesis de Valdivia (en latín: Dioecesis Valdiviensis) es una circunscripción eclesiástica de la Iglesia católica en Chile. Se trata de una diócesis latina, sufragánea de la arquidiócesis de la Santísima Concepción. Desde el 23 de diciembre de 2020 su obispo es Santiago Jaime Silva Retamales.

## Historia
Ya en el siglo XIII había nacido la necesidad de crear una diócesis en la zona que comprendía a la ciudad de Valdivia. Una vez establecida la República, las autoridades de la época proponían a Chiloé como nueva diócesis y a Osorno o Valdivia como otra, quedando concretado sólo la formación de la diócesis de Ancud en Chiloé. 
En 1899 Ramón Ángel Jara, nombrado en 1898 obispo de Ancud, se mudó a Valdivia por ser la ciudad más poblada y pujante del territorio diocesano. Con motivo de esto se construyó el palacio episcopal y el templo mayor que en el futuro sería el templo catedral de la diócesis de Valdivia.

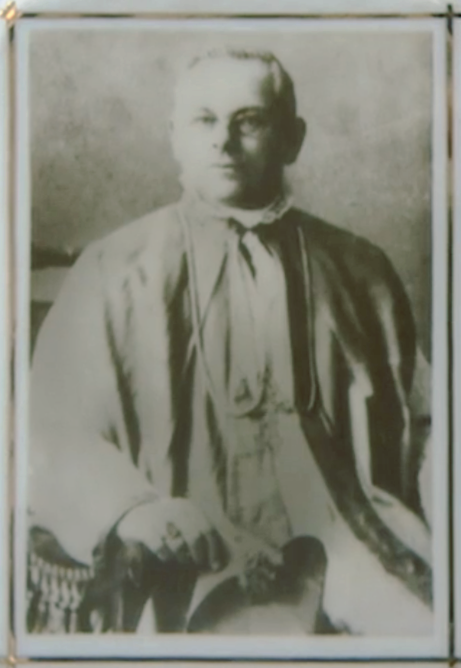
August Klinke

El 14 de junio de 1910 fue establecida una gobernación eclesiástica en Valdivia, dependiente de la diócesis de Ancud. Su único gobernador eclesiástico fue Augusto Klinke Leier (August Klinke).
El 25 de septiembre de 1924 fue erigida por el papa Pío XI la administración apostólica de Valdivia, mediante la bula Universalis Ecclesiae, separando territorio de la diócesis de San Carlos de Ancud y nombrando a Klinke Lejer como administrador apostólico. Sin embargo, la bula no fue implementada.
El 8 de julio de 1944 la administración apostólica fue elevada a diócesis con la bula Apostolicis sub plumbo Litteris del papa Pío XII. Al mismo tiempo se expandió con algunos territorios tomados del vicariato apostólico de la Araucanía (hoy diócesis de Villarrica).
El 15 de noviembre de 1955 cedió una porción de su territorio para la erección de la diócesis de Osorno mediante la bula Christianorum del papa Pío XII.
Desde el 26 de agosto de 2017, la sede, que quedó vacante, fue confiada a un administrador apostólico, Gonzalo Espina Peruyero, hasta el nombramiento de su nuevo obispo, Santiago Jaime Silva Retamales, el 23 de diciembre de 2020. al presente).

## Territorio y organización
La diócesis tiene 13 679 km² y extiende su jurisdicción sobre los fieles católicos de rito latino residentes en parte de la región de Los Ríos, comprendiendo la provincia del Ranco y en la provincia de Valdivia las comunas de: Valdivia, Corral, Los Lagos y Paillaco.
La sede de la diócesis se encuentra en la ciudad de Valdivia, en donde se halla la Catedral de Nuestra Señora del Rosario.
En 2020 en la diócesis existían 17 parroquias agrupadas en 2 decanatos:

### Decanato San Antonio Abad (Comunas de Valdivia y Corral)
- Nuestra Señora del Rosario (Catedral)
- Nuestra Señora de la Merced
- Nuestra Señora del Carmen
- Parroquia San Pío X
- Preciosa Sangre
- San Pablo
- Sagrado Corazón de Jesús
- Del Buen Pastor
- Santa Inés
- Cristo Rey
- Santos Juan y Pedro
- Nuestra Señora del Tránsito (Corral)

### Decanato San José (resto de las comunas)
- San Conrado (Futrono)
- San José (La Unión)
- Todos los Santos (Los Lagos)
- Inmaculada Concepción (Río Bueno)
- Nuestra Señora de Lourdes (Paillaco)

#### Vicarias
- San Pedro (Lago Ranco)
- Nuestra Señora de Lourdes (Reumén)

#### Otros
- Iglesia San Francisco
- Centro Comunitario San Juan Bosco
- Santuario Virgen de la Candelaria (Isla Mancera)

## Estadísticas
Según el Anuario Pontificio 2021 la diócesis tenía a fines de 2020 un total de 260 400 fieles bautizados.
| Año                                                                             | Población            | Población | Población      | Sacerdotes | Sacerdotes    | Sacerdotes    | Bautizados por sacerdote | Diáconos permanentes | Religiosos | Religiosos | Parroquias |
| Año                                                                             | Bautizados católicos | Total     | % de católicos | Total      | Clero secular | Clero regular | Bautizados por sacerdote | Diáconos permanentes | Varones    | Mujeres    | Parroquias |
| ------------------------------------------------------------------------------- | -------------------- | --------- | -------------- | ---------- | ------------- | ------------- | ------------------------ | -------------------- | ---------- | ---------- | ---------- |
| 1950                                                                            | 224 235              | 257 395   | 87.1           | 62         | 18            | 44            | 3616                     |                      | 50         | 121        | 23         |
| 1964                                                                            | 200 000              | 225 000   | 88.9           | 43         | 19            | 24            | 4651                     |                      | 30         | 88         | 13         |
| 1968                                                                            | 204 120              | 231 955   | 88.0           | 37         | 14            | 23            | 5516                     |                      | 27         | 83         | 12         |
| 1976                                                                            | 206 396              | 233 977   | 88.2           | 33         | 11            | 22            | 6254                     |                      | 23         | 74         | 18         |
| 1980                                                                            | 221 661              | 251 282   | 88.2           | 35         | 11            | 24            | 6333                     |                      | 35         | 73         | 18         |
| 1990                                                                            | 269 035              | 300 324   | 89.6           | 39         | 16            | 23            | 6898                     |                      | 26         | 55         | 23         |
| 1999                                                                            | 219 000              | 275 000   | 79.6           | 33         | 14            | 19            | 6636                     | 18                   | 23         | 65         | 18         |
| 2000                                                                            | 222 000              | 279 000   | 79.6           | 30         | 12            | 18            | 7400                     | 19                   | 22         | 68         | 18         |
| 2001                                                                            | 212 000              | 267 000   | 79.4           | 34         | 13            | 21            | 6235                     | 19                   | 23         | 74         | 19         |
| 2002                                                                            | 214 000              | 269 000   | 79.6           | 34         | 13            | 21            | 6294                     | 19                   | 23         | 70         | 19         |
| 2003                                                                            | 214 000              | 267 000   | 80.1           | 34         | 13            | 21            | 6294                     | 19                   | 23         | 72         | 19         |
| 2004                                                                            | 226 487              | 282 580   | 80.1           | 34         | 13            | 21            | 6661                     | 19                   | 23         | 72         | 19         |
| 2010                                                                            | 237 000              | 297 000   | 79.8           | 31         | 17            | 14            | 7645                     | 25                   | 15         | 52         | 17         |
| 2014                                                                            | 245 500              | 308 000   | 79.7           | 27         | 10            | 17            | 9092                     | 28                   | 18         | 42         | 17         |
| 2017                                                                            | 253 110              | 372 520   | 67.9           | 26         | 12            | 14            | 9735                     |                      | 15         | 45         | 18         |
| 2020                                                                            | 260 400              | 383 400   | 67.9           | 30         | 17            | 13            | 8680                     | 26                   | 15         | 37         | 17         |
| Fuente: Catholic-Hierarchy, que a su vez toma los datos del Anuario Pontificio. |                      |           |                |            |               |               |                          |                      |            |            |            |

## Episcopologio

### Gobernador eclesiástico
- Augusto Klinke Leier † (19 de junio de 1910-25 de septiembre de 1924 nombrado administrador apostólico)

### Administradores apostólicos
- Augusto Klinke Leier † (25 de septiembre de 1924-14 de noviembre de 1928 renunció)
  - Sede vacante (1928-1931)
- Teodoro Eugenín Barrientos, SS.CC. † (10 de abril de 1931-20 de junio de 1942 nombrado vicario castrense de Chile)
  - Sede vacante (1942-1944)

### Obispos de Valdivia
- Arturo Mery Beckdorf † (29 de julio de 1944-20 de abril de 1955 nombrado arzobispo coadjutor de Santiago de Chile[nota 1])
- José Manuel Santos Ascarza, O.C.D. † (21 de septiembre de 1955-3 de mayo de 1983 nombrado arzobispo de la Santísima Concepción)
- Alejandro Jiménez Lafeble † (12 de diciembre de 1983-29 de febrero de 1996 renunció)
- Ricardo Ezzati Andrello, S.D.B. (28 de junio de 1996-10 de julio de 2001 nombrado obispo auxiliar de Santiago de Chile[nota 2])
- Ignacio Francisco Ducasse Medina (31 de mayo de 2002-8 de junio de 2017 nombrado arzobispo de Antofagasta)
  - Sede vacante (2017-2020)[nota 3]
- Santiago Jaime Silva Retamales, desde el 23 de diciembre de 2020